# Пржемысл (маркграф Моравии)
 Пржемысл (чеш. Přemysl; 1209 — 16 октября 1239) — маркграф Моравии (1228—1239) из династии Пржемысловичей, сын короля Чехии Пржемысла Оттокара I и Констанции Венгерской.

## Биография
Пржемысл родился в 1209 году. Он был младшим сыном короля Чехии Пржемысла Оттокара I и его второй жены Констанции Венгерской.
После смерти своего старшего брата Владислава, который умер бездетным, Пржемысл стал маркграфом Моравии. В 1228 году он принял полномочия с некоторыми задержками из-за разногласий с Австрией.
Пржемысл женился до 25 сентября 1232 года на Маргарите Меранской, дочери Меранского герцога Оттона I и Беатрисы Бургундской. Брак остался бездетным.
В 1233 году состоялось первое вооруженное выступление Пржемысла против своего брата Вацлава I, за три года до этого, ставшего королём Чехии. Пржемысл встал на сторону воевавшего с Вацлавом Фридриха II Бабенберга, но потерпел поражение.
В 1237 году Пржемысл вновь поднял восстание против Вацлава I. На этот раз причиной раздора стала передача города Бржецлава Ульриху Каринтийскому, сыну их старшей сестры Юдитты. Вацлав с большим войском вошёл в пределы Моравии. Пржемысл вынужден был бежать в Венгрию, где в то время правил его двоюродный брат Бела IV.
Совместным усилиями Белы и их матери Констанции состоялось примирение братьев. В 1238 году Пржемысл вернулся в Моравию. Благодаря заступничеству матери, Вацлав не лишил Пржемысла власти, а лишь ограничил её территорией Оломоуца и Опавы.
Умер Пржемысл в 1239 году и был похоронен в монастыре Порте-Коели. Позднее, там была похоронена и Констанция.